# Camilo Luzuriaga

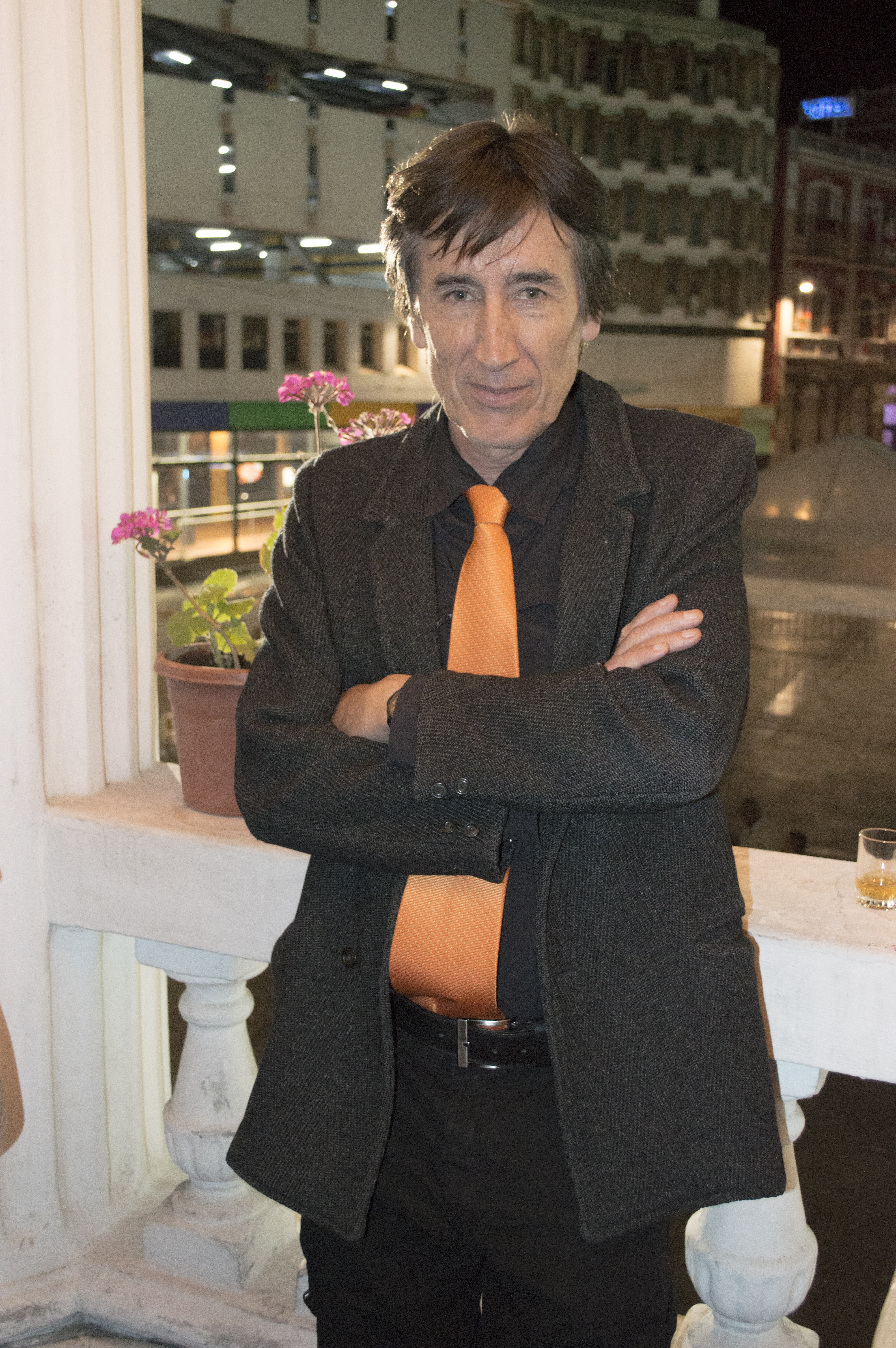
Camilo Luzuriaga 2015

Camilo Luzuriaga (* 1953 in Loja) ist ein ecuadorianischer Regisseur, Drehbuchautor und Produzent.

## Leben
Zwischen 1971 und 1976 war Luzuriaga Schauspieler bei einer Theatergruppe namens Grupo Ollantay.
Danach widmete er sich der Fotografie. Luzuriaga hatte fünf Einzelausstellungen und organisierte 1982 den Primer Encuentro Nacional de Fotografia Contemporánea in Ecuador. Von 1982 bis 1887 war er Professor für Fotografie an der Fakultät der Künste der Universidad Central del Ecuador und seit 1994 an der Fakultät für Architektur und Design der Pontificia Universidad Católica del Ecuador.
1977 drehte er Tierra Cañari, einen dokumentarischen Kurzfilm.
Seinen ersten Spielfilm La Tigra nahm Luzuriaga 1990 auf. Beim Filmfestival von Cartagena gewann der Film die Preise in den Kategorien Bester Film und Bestes Erstwerk.
1996 folgte Entre Marx y una mujer desnuda, die Verfilmung eines Romans von Jorge Enrique Adoum. Der Film gewann in Havanna den Premio Coral für die beste Regie und in Triest die Preise für die beste Regie und den besten Soundtrack.
Danach drehte Luzuriaga Cara o Cruz (2003) und 1809/1810 Mientras llega el día.
Augenblicklich unterrichtet der ecuadorianische Regisseur an der Escuela de Cine y Actuación in Quito.

## Filmografie

### Dokumentarfilme
- 1977 – Tierra Cañari
- 1981 – Don Eloy
- 1983 – Así pensamos (engl.: This is what we think)

### Spielfilme
- 1990 – La Tigra (engl.: The Tigress)
- 1996 – Entre Marx y una Mujer Desnuda (engl.: Between Marx and a Naked Woman)
- 2003 – Cara o Cruz (engl.: Heads or Tails)
- 2004 – 1809/1810 Mientras llega el día

### Als Produzent
- 2000 – Lebenszeichen – Proof of Life (als Local Producer)

### Als Koregisseur
- 1982 – Chacón Maravilla (engl.: Wonder Chacón)
- 1984 – Los Mangles se van (engl.: The Mangroves are going)